# Taylor Schilling
Taylor Schilling (nascuda el 27 de juliol de 1984 a Boston, Massachusetts) és una actriu estatunidenca. Va saltar a la fama pel seu paper protagonista de Piper Chapman a la coneguda sèrie de Netflix Orange Is the New Black. Per aquest paper la van nominar al Globus d'Or a la millor actriu en sèrie de televisió dramàtica. L'any 2013, va guanyar el premi a millor actriu de sèrie de televisió, musical o de comèdia als Premis Satellite.L'any 2014, la van nominar pel Primetime Emmy a la millor actriu en sèrie còmica. Prèviament, l'any 2009, se la va conèixer pel seu paper com a Veronica Callahan, una infermera que ha tornat a casa a Nova Jersey després d'un període de servei a l'Iraq. a la sèrie televisiva dramàtica Mercy.

## Biografia
És filla de Tish i Robert J. Schilling, una administradora del MIT i un ex-fiscal, actualment divorciats. Posteriorment al divorci dels seus pares va créixer al barri de West Roxbury, Massachusetts. Té un germà més petit anomenat Sam, que actualment treballa en una granja.
Quan era molt petita li encantava la sèrie televisiva ER, moment en què li va començar a créixer el desig de ser actriu. Per aquest desig prematur va participar en moltes de les obres de teatre que es feien a l'escola. A secundària va ser quan ja va començar a posar en pràctica la seva passió pel teatre, interpretant l'obra titulada: El violinista a la teulada. Schilling, va estudiar la secundària al Wayland High School on es va graduar l'any 2002.
L'any 2006 va anar a la Fordham University, una universitat catòlica situada al Lincoln Center. Allà va participar en moltes produccions teatrals mentre estudiava per obtenir llicenciatura en Arts Escèniques. Més tard va continuar els estudis en el programa de postgrau a la Universitat de Nova York perquè creia que a Boston no tindria tantes oportunitats per a convertir-se en actriu. Només va ser-hi durant dos anys, donat que va abandonar els estudis a mitja carrera. Quan va deixar la universitat va fer molts càstings i audicions, a més de treballar de mainadera d'una família acomodada de Manhattan per guanyar-se la vida.

## Trajectòria
L'any 2007 va tenir un paper secundari a la pel·lícula independent Dark Matter. L'any 2009 la NBC la va seleccionar per protagonitzar una sèrie dramàtica que succeïa en un hospital, anomenada Mercy, on feia el paper de Veronica Flanagan Callahan. Aquesta sèrie va ser dirigida per Liz Heldens (creadora) i Adam Bernstein. Cada episodi tenia una duració aproximada de 42 minuts, amb una sola temporada de 22 episodis. Taylor Schilling feia el paper d'una doctora (Veronica) que havia arribat d'Iraq i creava alguns conflictes entre els altres doctors per causa dels seus coneixements mèdics superiors.
L'any 2011 va protagonitzar la pel·lícula Atlas Shrugged: Part I, dirigida per Paul Johansson i produïda per The Strike Productions, basada la novel·la homònima d'Ayn Rand, on fa el paper de Dagny Taggart, una poderosa executiva de ferrocarrils que lluita per mantenir el seu negoci mentre tota la societat es va ensorrant. L'any 2012 va fer el paper protagonista de Beth Green amb Zac Efron a la pel·lícula The Lucky One, la qual està basada en El quadern de Noah de Nicholas Sparks. Dirigida per Scott Hicks i produïda per Warner Bros. Pictures.
L'any 2012 va actuar a la pel·lícula Argo, en el paper secundari de Christine Mendez, l'esposa del protagonista i director de la pel·lícula Ben Affleck. L'any 2013 va protagonitzar la pel·lícula Stay, basada en la novel·la d'Aislinn Hunter, fent el paper d'Abbey, acompanyada d'Aidan Quinn. Posteriorment va protagonitzar la sèrie Orange Is the New Black, on interpreta la protagonista Piper Chapman, una dona que vivia a Connecticut que la detenen per un tràfic de drogues que havia realitzat una dècada abans amb la seva parella. L'empresonen i allà explica com és la seva vida i com ha canviat dins d'una presó de Nova York. Cada episodi té un cost de $35.000. Està basada en la vida real de na Piper Kerman, que explica el seu any a una presó de dones. És una producció de Netflix, i la dirigeix na Jenji Kohan.
El 2023 és una de les protagonistes de la sèrie dramàtica d'Apple TV Dear Edward, creada per Jason Katims basada en un llibre d'Ann Napolitano, on interpreta el paper de Lacey, la tia de l'Edward, un nen de dotze anys que és l'únic supervivent d'un accident d'avió i on es narren les històries de personatges que van perdre persones estimades.

## Filmografia

### Pel·lícules
| Any  | Títol                  | Paper            |
| ---- | ---------------------- | ---------------- |
| 2007 | Dark Matter            | Jackie           |
| 2011 | Atlas Shrugged: Part I | Dagny Taggart    |
| 2012 | The Lucky One          | Beth Green       |
| 2012 | Argo                   | Christine Mendez |
| 2013 | Stay                   | Abbey            |
| 2015 | The Overnight          | Emmily           |
| 2017 | Take Me                | Anna St.Blair    |
| 2018 | The Public             | Angela           |
| 2018 | Family                 | Kete             |
| 2019 | The Prodigy            | Sarah            |
| 2019 | Phil                   | Sarah            |

### Sèries de televisió
| Any         | Títol                   | Paper                      |
| ----------- | ----------------------- | -------------------------- |
| 2009 - 2010 | Mercy                   | Veronica Flanagan Callahan |
| 2013 - 2019 | Orange Is the New Black | Piper Chapman              |
| 2021        | The Bite                | Lily                       |
| 2022        | Pam & Tommy             | Erica                      |
| 2023        | Dear Edward             | Lacey                      |

## Premis i nominacions
| Any  | Associació              | Categoria                                            | Pel·lícula/Sèrie        | Resultat   |
| ---- | ----------------------- | ---------------------------------------------------- | ----------------------- | ---------- |
| 2012 | Teen Choice Awards      | Elecció de la pel·lícula: liplock                    | The Lucky One           | Nominada   |
| 2012 | Teen Choice Awards      | Millor actriu: romanç                                | The Lucky One           | Nominada   |
| 2012 | Hollywood Film Festival | Millor Elenc                                         | Argo                    | Guanyadora |
| 2013 | Webby Awards            | Millor actriu - Sèrie de Televisió Musical o Comèdia | Orange Is the New Black | Guanyadora |
| 2013 | Satellite Awards        | Millor Elenc - sèrie de televisió                    | Orange Is the New Black | Guanyadora |
| 2013 | Satellite Awards        | Millor actriu                                        | Orange Is the New Black | Guanyadora |
| 2014 | Primetime Emmy Awards   | Millor actriu - Sèrie dramàtica                      | Orange Is the New Black | Nominada   |
| 2014 | Globus d'Or             | Millor actriu - Sèrie còmica                         | Orange Is the New Black | Nominada   |